# ヘパトシスティス
ヘパトシスティスは、アピコンプレックス門に属する寄生性の原生生物である。媒介者はヌカカであり、哺乳類の肝細胞や赤血球内に寄生する。分類学的にはヘパトシスティス属(Hepatocystis)におよそ25種が知られている。

## 形態
肝臓で直径1mmから数mm程度のメロシストと呼ばれる小結節となり、肉眼でも肝臓表面に観察することができる。顕微鏡的にはメロシストの周囲に好酸球やマクロファージが集結しており、局所的に線維化や出血が認められる。成熟メロシストの中央部はエオジン好染性の液胞が大きく発達し、周縁部には大量の娘虫体（メロゾイト）が生じる。
赤血球中ではマラリア原虫のものと良く似たリング体となるが、マラリア原虫と違って無性生殖を行わずに常に生殖母体を形成する。生殖母体は赤血球よりやや大きく、雌性生殖母体のほうがやや大きいが、細胞核は雄性生殖母体の方が大きい。

## 生態
中間宿主は哺乳類で、狭鼻猿（旧世界ザル）やコウモリが多く、それ以外にカバやリスが知られている。終宿主はヌカカのなかでもCulicoides属である。感染から血液中に見出されるまでの潜伏期間は2ヶ月程度で、1ヶ月程度で自然に消失する。ふつう感染動物に発熱は認められないが、貧血を起こす場合がある。

### 生活環
ヌカカが哺乳動物を吸血した際にスポロゾイトが唾液と共に侵入する。まず肝細胞に感染し、1ヶ月から2ヶ月ほどかけてメロシストを形成するが、脾臓や肺で発育する場合もある。メロシストから放出されたメロゾイトは他の肝細胞に再感染するほか、赤血球に感染してリング体を形成する。リング体は栄養体を経て雌雄の生殖母体となり、それがヌカカに吸血されて配偶子となり有性生殖を行う。オーシストはおもに頭部の血体腔に生じる。

## 分類
アピコンプレックス門無コノイド綱住血胞子虫目に属し、研究者によりプラスモジウム科またはヘモプロテウス科に所属させる。なお分子系統解析の結果から、ヘパトシスティスは哺乳類を宿主とするマラリア原虫の一部が特殊化したものと推定されており、ヘモプロテウス科とする場合には生物の系統を反映できない。
以下にヘパトシスティスに属する種とその宿主を例示する。
- H. bainae - カグラコウモリの1種Hipposideros galeritus[3]
- H. bouillezi - モナモンキーCercopithecus mona
- H. brosseti - フランケオナシケンショウコウモリEpomops franqueti[4]
- H. carpenteri - ウマヅラコウモリHypsignathus monstrosus[5][6]
- H. cercopitheci - ブラッザグエノンCercopithecus neglectus、オオハナジログエノンCercopithecus nictitans
- H. epomorphori - ガンビアケンショウコウモリEpomorphorus gambianus[7]
- H. garnhami - コバナフルーツコウモリCynopterus sphinx
- H. hippopotami - カバHippopotamus amphibius
- H. hipposideri - タイワンカグラコウモリHipposideros armiger terasensis
- H. kochi - ミドリザルCercopithecus aethiops[8][9]、ブラックマンガベイCercocebus aterrimus、クロテナガザルHylobates concolor
- H. levinei - ハイガシラオオコウモリPteropus poliocephalus
- H. muuli - インドシナシマリスMenetes berdmorei[10]
- H. perronnae - アンゴラフルーツコウモリLissonycteris angolensis、コクビワフルーツコウモリMyonycteris torquata
- H. pteropi -  コバナフルーツコウモリの1種Cynopterus bracyotis、ホースフィールドフルーツコウモリCynopterus horsfieldi、メガネオオコウモリPteropus conspicillatus、ハイガシラオオコウモリPteropus poliocephalus、オーストラリアオオコウモリPteropus scapulatus、オオコウモリの1種Pteropus colinus, P. edwarsii, P. geddiei, P. gouldi
- H. rhodiani - カグラコウモリの1種Hipposideros galeritus
- H. semnopitheci - カニクイザルMacaca irus[11]、コノハザルの1種Presbytis aygula[12]
- H. simiae - キイロヒヒPapio ursinus
- H. taiwanensis - タイワンザルMacaca cyclopis
- H. vassali - タイワンリスCallosciurus flavimanus[13]